# Campeonato Argentino de Mayores 2003
El Campeonato Argentino de Mayores de 2003 fue la quincuagésimo-novena edición del torneo de uniones regionales organizado por la Unión Argentina de Rugby. El torneo se llevó a cabo principalmente entre el 1 y el 29 de marzo de 2003, disputando cinco rondas en cada una de las categorías. La excepción a esto fue la subzona Sur de la Zona Desarrollo, la cual se llevó a cabo entre el 15 y el 19 de abril en Comodoro Rivadavia, Provincia del Chubut.
El campeonato se decidió en la última fecha en una final "de facto" entre los seleccionados de la Unión de Rugby de Buenos Aires y la Unión de Rugby de Rosario: los ñandúes necesitaban ganar y conseguir un punto bonus para alcanzar al conjunto porteño en puntos y ganar el torneo por desempate (resultado entre los equipos empatados). Con un penal de Juan Fernández Miranda en el final, Buenos Aires ganó el encuentro 17-16, consiguiendo su trigésimo-primer campeonato y el segundo de forma consecutiva.
Esta edición también se destacó por el descenso de la Unión de Rugby de Tucumán, seleccionado siete veces campeón del torneo y que disputó todas las ediciones del torneo en la máxima categoría desde la introducción del sistema de ascensos y descensos en 1988.

## Equipos participantes
Disputaron esta edición los seleccionados provenientes de veintitrés uniones provinciales: seis en la Zona Campeonato, ocho en la Zona Ascenso y nueve en la Zona Desarrollo.
| División                  | Equipo              | Unión                                                     |
| ------------------------- | ------------------- | --------------------------------------------------------- |
| Zona Campeonato 6 equipos | Buenos Aires        | Unión de Rugby de Buenos Aires                            |
| Zona Campeonato 6 equipos | Córdoba             | Unión Cordobesa de Rugby                                  |
| Zona Campeonato 6 equipos | Cuyo                | Unión de Rugby de Cuyo                                    |
| Zona Campeonato 6 equipos | Rosario             | Unión de Rugby de Rosario                                 |
| Zona Campeonato 6 equipos | Salta               | Unión de Rugby de Salta                                   |
| Zona Campeonato 6 equipos | Tucumán             | Unión de Rugby de Tucumán                                 |
| Zona Ascenso 8 equipos    | Alto Valle          | Unión de Rugby del Alto Valle de Río Negro y Neuquén      |
| Zona Ascenso 8 equipos    | Chubut              | Unión de Rugby del Valle del Chubut                       |
| Zona Ascenso 8 equipos    | Mar del Plata       | Unión de Rugby de Mar del Plata                           |
| Zona Ascenso 8 equipos    | Nordeste            | Unión de Rugby del Nordeste                               |
| Zona Ascenso 8 equipos    | San Juan            | Unión Sanjuanina de Rugby                                 |
| Zona Ascenso 8 equipos    | Santa Fe            | Unión Santafesina de Rugby                                |
| Zona Ascenso 8 equipos    | Santiago del Estero | Unión Santiagueña de Rugby                                |
| Zona Ascenso 8 equipos    | Sur                 | Unión de Rugby del Sur                                    |
| Zona Desarrollo 9 equipos | Austral             | Unión de Rugby Austral                                    |
| Zona Desarrollo 9 equipos | Centro              | Unión de Rugby del Centro de la Provincia de Buenos Aires |
| Zona Desarrollo 9 equipos | Entre Ríos          | Unión Entrerriana de Rugby                                |
| Zona Desarrollo 9 equipos | Formosa             | Unión de Rugby de Formosa                                 |
| Zona Desarrollo 9 equipos | Jujuy               | Unión Jujeña de Rugby                                     |
| Zona Desarrollo 9 equipos | La Rioja            | Unión Riojana de Rugby                                    |
| Zona Desarrollo 9 equipos | Misiones            | Unión de Rugby de Misiones                                |
| Zona Desarrollo 9 equipos | Oeste               | Unión de Rugby del Oeste de Buenos Aires                  |
| Zona Desarrollo 9 equipos | Tierra del Fuego    | Unión de Rugby de Tierra del Fuego                        |

La Unión de Rugby del Centro de la Provincia de Buenos Aires no concluyó su participación en la subzona Sur de la Zona Desarrollo.

## Formato
Los veintitrés equipos participantes fueron divididos en tres categorías: Zona Campeonato, Zona Ascenso y Zona Desarrollo.
Zona Campeonato
La Zona Campeonato estuvo compuesta por seis equipos y se resolvió con el sistema de todos contra todos a una sola ronda y alternando encuentros de local y visitante. Se otorgan 4 puntos por partido ganado, 2 por partido empatado y 0 por partidos perdidos. Se otorga 1 punto bonus ofensivo en el caso de marcar cuatro tries o más y 1 punto bonus defensivo por perder por siete puntos de diferencia o menos.
El último equipo de la zona desciende a la Zona Ascenso de la siguiente edición.
Zona Ascenso
La Zona Ascenso se dividió en dos zonas (Norte y Sur) de cuatro equipos cada una. Cada zona se resolvió con el sistema de todos contra todos a una sola ronda y alternando encuentros de local y visitante. Los dos mejores equipos de cada zona clasifican a la etapa final, disputando encuentros a eliminación directa (semifinales y final) cuyo ganador adquiere el derecho a disputar la Zona Campeonato de la siguiente edición.
En semifinales el primero de la subzona Norte enfrentó al segundo de la subzona Sur y viceversa. Los primeros de cada zona actuaron de local en las semifinales. Por otro lado, los últimos de cada zona descendieron a la Zona Desarrollo de la siguiente edición.
Zona Desarrollo
La Zona Desarrollo se dividió en dos zonas: Norte (cinco equipos) y Sur (cuatro equipos). Cada zona se resolvió con el sistema de todos contra todos a una sola ronda. La subzona Norte se disputó alternando encuentros de local y visitante, mientras que la subzona Sur se disputó en una sede única. Los ganadores de cada zona ascendieron a la Zona Ascenso de la siguiente edición.

## Zona Campeonato
| Pos. | Equipos      | Partidos | Partidos | Partidos | Tantos | Tantos | Tantos | Pts. |
| Pos. | Equipos      | G        | E        | P        | PF     | PC     | DP     | Pts. |
| ---- | ------------ | -------- | -------- | -------- | ------ | ------ | ------ | ---- |
| 1.°  | Buenos Aires | 5        | 0        | 0        | 180    | 111    | +69    | 23   |
| 2.°  | Rosario      | 3        | 0        | 2        | 112    | 98     | +14    | 15   |
| 3.°  | Cuyo         | 2        | 0        | 3        | 120    | 126    | -6     | 12   |
| 4.°  | Salta        | 2        | 0        | 3        | 96     | 108    | -12    | 10   |
| 5.°  | Córdoba      | 2        | 0        | 3        | 116    | 165    | -49    |      |
| 6.°  | Tucumán      | 1        | 0        | 4        | 100    | 116    | -16    | 7    |

|  | Campeón                       |
|  | Desciende a Zona Ascenso 2004 |

Primera fecha
| 1 de marzo | Buenos Aires | 65 - 20 | Córdoba | CASI, San Isidro                                                    |                                                                     |
|            |              | Reporte |         | Asistencia: 800 espectadores Árbitro(s): Santiago Borsani (Rosario) | Asistencia: 800 espectadores Árbitro(s): Santiago Borsani (Rosario) |

| 1 de marzo | Salta | 24 - 18 | Cuyo | Jockey Club, Salta                        |                                           |
|            |       | Reporte |      | Árbitro(s): Marcelo Pilara (Buenos Aires) | Árbitro(s): Marcelo Pilara (Buenos Aires) |

| 2 de marzo | Tucumán | 13 - 16 | Rosario | Tucumán Lawn Tennis, Tucumán                                |                                                             |
|            |         | Reporte |         | Asistencia: 5000 espectadores Árbitro(s): Victor Rabuffetti | Asistencia: 5000 espectadores Árbitro(s): Victor Rabuffetti |

Segunda fecha
| 8 de marzo | Salta | 17 - 29 | Buenos Aires | Jockey Club, Salta                                                 |                                                                    |
|            |       | Reporte |              | Asistencia: 4000 espectadores Árbitro(s): Marcelo Abdala (Tucumán) | Asistencia: 4000 espectadores Árbitro(s): Marcelo Abdala (Tucumán) |

| 8 de marzo | Rosario | 34 - 23 | Córdoba | Duendes Rugby Club, Rosario                 |                                             |
|            |         | Reporte |         | Árbitro(s): Roberto Martínez (Buenos Aires) | Árbitro(s): Roberto Martínez (Buenos Aires) |

| 8 de marzo | Cuyo | 29 - 19 | Tucumán |                                              |                                              |
|            |      | Reporte |         | Árbitro(s): Juan Pablo Spirandelli (Rosario) | Árbitro(s): Juan Pablo Spirandelli (Rosario) |

Tercera fecha
| 15 de marzo | Tucumán | 25 - 33 | Buenos Aires | Los Tarcos RC, Tucumán                  |                                         |
|             |         | Reporte |              | Árbitro(s): Marcelo Domínguez (Córdoba) | Árbitro(s): Marcelo Domínguez (Córdoba) |

| 15 de marzo | Córdoba | 25 - 23 | Salta | Club Palermo Bajo, Córdoba                 |                                            |
|             |         | Reporte |       | Árbitro(s): Marcelo Toscano (Buenos Aires) | Árbitro(s): Marcelo Toscano (Buenos Aires) |

| 16 de marzo | Cuyo | 27 - 23 | Rosario | Mendoza Rugby Club, Bermejo                                       |                                                                   |
|             |      | Reporte |         | Asistencia: 3000 espectadores Árbitro(s): Daniel Jabase (Córdoba) | Asistencia: 3000 espectadores Árbitro(s): Daniel Jabase (Córdoba) |

Cuarta fecha
| 23 de marzo | Buenos Aires | 36 - 33         | Cuyo | CASI, San Isidro                       |                                        |
|             |              | (P.125) Reporte |      | Árbitro(s): R. Ponce de León (Tucumán) | Árbitro(s): R. Ponce de León (Tucumán) |

| 23 de marzo | Salta | 18 - 23 | Rosario | Jockey Club, Salta                                                       |                                                                          |
|             |       | Reporte |         | Asistencia: 3000 espectadores Árbitro(s): Leonardo Borghi (Buenos Aires) | Asistencia: 3000 espectadores Árbitro(s): Leonardo Borghi (Buenos Aires) |

| 23 de marzo | Córdoba | 24 - 30 | Tucumán | Club Palermo Bajo, Córdoba             |                                        |
|             |         | Reporte |         | Árbitro(s): Santiago Borsani (Rosario) | Árbitro(s): Santiago Borsani (Rosario) |

Quinta fecha
| 29 de marzo | Rosario | 16 - 17         | Buenos Aires | Duendes Rugby Club, Rosario         |                                     |
|             |         | (p.126) Reporte |              | Árbitro(s): Daniel Jabase (Córdoba) | Árbitro(s): Daniel Jabase (Córdoba) |

| 29 de marzo | Cuyo | 13 - 24 | Córdoba | Mendoza Rugby Club, Bermejo                |                                            |
|             |      | Reporte |         | Árbitro(s): Marcelo Toscano (Buenos Aires) | Árbitro(s): Marcelo Toscano (Buenos Aires) |

| 29 de marzo | Tucumán | 13 - 14 | Salta | Tucumán Lawn Tennis, Tucumán                |                                             |
|             |         | Reporte |       | Árbitro(s): Roberto Martínez (Buenos Aires) | Árbitro(s): Roberto Martínez (Buenos Aires) |

|                         |
| Buenos Aires Campeón    |
| Trigésimo-primer título |

## Zona Ascenso

### Subzona Norte
| Pos. | Equipos         | Partidos | Partidos | Partidos | Tantos | Tantos | Tantos | Pts. |
| Pos. | Equipos         | G        | E        | P        | PF     | PC     | DP     | Pts. |
| ---- | --------------- | -------- | -------- | -------- | ------ | ------ | ------ | ---- |
| 1.°  | Nordeste        | 3        | 0        | 0        | 71     | 57     | +14    |      |
| 2.°  | San Juan        | 2        | 0        | 1        | 68     | 66     | +2     |      |
| 3.°  | Santa Fe        | 1        | 0        | 2        | 64     | 54     | +10    |      |
| 4.°  | Sgo. del Estero | 0        | 0        | 3        | 59     | 85     | -26    |      |

|  | Clasifica a semifinales          |
|  | Desciende a Zona Desarrollo 2004 |

| 1 de marzo | Santa Fe | 23 - 24 | Nordeste | CRAI, Santa Fe                     |                                    |
|            |          | Reporte |          | Árbitro(s): Omar Alcocer (Tucumán) | Árbitro(s): Omar Alcocer (Tucumán) |

| 2 de marzo | Santiago del Estero | 28 - 35 | San Juan | Tucumán Lawn Tennis, Tucumán         |                                      |
|            |                     | Reporte |          | Árbitro(s): Javier Mancuso (Córdoba) | Árbitro(s): Javier Mancuso (Córdoba) |

| 8 de marzo | Santiago del Estero | 6 - 23  | Santa Fe | Santiago Lawn Tenis, Santiago del Estero |                                      |
|            |                     | Reporte |          | Árbitro(s): José Favretto (Nordeste)     | Árbitro(s): José Favretto (Nordeste) |

|  | Nordeste | 20 - 9  | San Juan | Taragüy Rugby Club, Corrientes            |                                           |
|  |          | Reporte |          | Árbitro(s): Mariano De la Torre (Rosario) | Árbitro(s): Mariano De la Torre (Rosario) |

| 15 de marzo | San Juan | 24 - 18 | Santa Fe | Sporting Club Alfiles, Rivadavia   |                                    |
|             |          | Reporte |          | Árbitro(s): Agustín Auad (Tucumán) | Árbitro(s): Agustín Auad (Tucumán) |

| 15 de marzo | Nordeste | 27 - 25 | Santiago del Estero | Resistencia,                            |                                         |
|             |          | Reporte |                     | Árbitro(s): Fernando Guerrero (Rosario) | Árbitro(s): Fernando Guerrero (Rosario) |

### Subzona Sur
La Unión de Rugby de Mar del Plata ganó la subzona Sur con 13 unidades, adjudicándose el derecho a ser local en el encuentro por las semifinales.
| Pos. | Equipos       | Partidos | Partidos | Partidos | Tantos | Tantos | Tantos | Pts. |
| Pos. | Equipos       | G        | E        | P        | PF     | PC     | DP     | Pts. |
| ---- | ------------- | -------- | -------- | -------- | ------ | ------ | ------ | ---- |
| 1.°  | Mar del Plata | 3        | 0        | 0        | 72     | 44     | +28    | 13   |
| 2.°  | Sur           | 2        | 0        | 1        | 73     | 83     | -10    | 9    |
| 3.°  | Alto Valle    | 1        | 0        | 2        | 72     | 61     | +11    | 7    |
| 4.°  | Chubut        | 0        | 0        | 3        | 56     | 85     | -29    | 2    |

|  | Clasifica a semifinales          |
|  | Desciende a Zona Desarrollo 2004 |

| 1 de marzo | Chubut | 3 - 12  | Mar del Plata | Trelew,                         |                                 |
|            |        | Reporte |               | Árbitro(s): Andrés Ramos (Cuyo) | Árbitro(s): Andrés Ramos (Cuyo) |

| 2 de marzo | Sur | 16 - 15 | Alto Valle | CUBB, Bahía Blanca                         |                                            |
|            |     | Reporte |            | Árbitro(s): Federico Cuesta (Buenos Aires) | Árbitro(s): Federico Cuesta (Buenos Aires) |

|  | Alto Valle | 19 - 22 | Mar del Plata | Marabunta RC, Cipolletti           |                                    |
|  |            | Reporte |               | Árbitro(s): Eduardo Garnica (Cuyo) | Árbitro(s): Eduardo Garnica (Cuyo) |

|  | Sur | 35 - 30 | Chubut | Bahía Blanca,                 |                               |
|  |     | Reporte |        | Árbitro(s): Sebastián Pinilla | Árbitro(s): Sebastián Pinilla |

| 15 de marzo | Mar del Plata | 38 - 22 | Sur | Parque Camet, Mar del Plata                |                                            |
|             |               | Reporte |     | Árbitro(s): Martín Laurelli (Buenos Aires) | Árbitro(s): Martín Laurelli (Buenos Aires) |

| 16 de marzo | Alto Valle | 38 - 23 | Chubut | Neuquén Rugby Club, Neuquén                                       |                                                                   |
|             |            | Reporte |        | Asistencia: 300 espectadores Árbitro(s): Gustavo Pérez (San Juan) | Asistencia: 300 espectadores Árbitro(s): Gustavo Pérez (San Juan) |

|  | Semifinales   | Semifinales   | Semifinales   |               |          | Final Ascenso | Final Ascenso | Final Ascenso |  |
|  | 22 de marzo   | 22 de marzo   | 22 de marzo   |               |          | 29 de marzo   | 29 de marzo   | 29 de marzo   |  |
|  |               |               |               |               |          |               |               |               |  |
|  |               |               |               |               |          |               |               |               |  |
|  | Nordeste      | Nordeste      | 38            |               |          |               |               |               |  |
|  | Nordeste      | Nordeste      | 38            |               |          |               |               |               |  |
|  | Sur           | Sur           | 17            |               |          |               |               |               |  |
|  | Sur           | Sur           | 17            |               | Nordeste | Nordeste      | 23            |               |  |
|  |               |               |               |               | Nordeste | Nordeste      | 23            |               |  |
|  |               |               | Mar del Plata | Mar del Plata | 16       |               |               |               |  |
|  | Mar del Plata | Mar del Plata | Mar del Plata | Mar del Plata | 16       | 24            |               |               |  |
|  | Mar del Plata | Mar del Plata |               |               |          | 24            |               |               |  |
|  | San Juan      | San Juan      | 18            |               |          |               |               |               |  |
|  | San Juan      | San Juan      | 18            |               |          |               |               |               |  |
|  |               |               |               |               |          |               |               |               |  |

### Semifinales
| 22 de marzo | Nordeste | 38 - 17 | Sur | Aranduroga RC, Corrientes                  |                                            |
|             |          | Reporte |     | Árbitro(s): Miguel Sandoval (Buenos Aires) | Árbitro(s): Miguel Sandoval (Buenos Aires) |

| 22 de marzo | Mar del Plata | 24 - 18 | San Juan |                                     |                                     |
|             |               | Reporte |          | Árbitro(s): Daniel Jabase (Córdoba) | Árbitro(s): Daniel Jabase (Córdoba) |

### Final
| 29 de marzo | Nordeste | 23 - 16 | Mar del Plata | Aranduroga RC, Corrientes                                             |                                                                       |
|             |          | Reporte |               | Asistencia: 1200 espectadores Árbitro(s): Martín Rodríguez (Santa Fe) | Asistencia: 1200 espectadores Árbitro(s): Martín Rodríguez (Santa Fe) |

|                               |
| Nordeste Ganador Zona Ascenso |

## Zona Desarrollo

### Subzona Norte
| Pos. | Equipos    | Partidos | Partidos | Partidos | Tantos | Tantos | Tantos | Pts. |
| Pos. | Equipos    | G        | E        | P        | PF     | PC     | DP     | Pts. |
| ---- | ---------- | -------- | -------- | -------- | ------ | ------ | ------ | ---- |
| 1.°  | Entre Ríos | 4        | 0        | 0        | 208    | 39     | +169   |      |
| 2.°  | Misiones   | 3        | 0        | 1        | 101    | 43     | +58    |      |
| 3.°  | Jujuy      | 2        | 0        | 2        | 78     | 114    | -36    |      |
| 4.°  | Formosa    | 1        | 0        | 3        | 57     | 170    | -113   |      |
| 5.°  | La Rioja   | 0        | 0        | 4        | 35     | 113    | -78    |      |

|  | Asciende a Zona Ascenso 2004 |

| 1 de marzo | Entre Ríos | 95 - 0  | Formosa | Paraná Rowing Club, Paraná            |                                       |
|            |            | Reporte |         | Árbitro(s): Roberto Maldini (Rosario) | Árbitro(s): Roberto Maldini (Rosario) |

|  | Jujuy | 10 - 35 | Misiones | San Salvador de Jujuy,              |                                     |
|  |       | Reporte |          | Árbitro(s): Ricardo Aguirre (Salta) | Árbitro(s): Ricardo Aguirre (Salta) |

| 8 de marzo | La Rioja | 5 - 34  | Entre Ríos |                                        |                                        |
|            |          | Reporte |            | Árbitro(s): Domingo Biazutti (Córdoba) | Árbitro(s): Domingo Biazutti (Córdoba) |

| 8 de marzo | Formosa | 12 - 26 | Jujuy |                                  |                                  |
|            |         | Reporte |       | Árbitro(s): Osvaldo Lico (Salta) | Árbitro(s): Osvaldo Lico (Salta) |

| 15 de marzo | Jujuy | 20 - 3  | La Rioja |                                         |                                         |
|             |       | Reporte |          | Árbitro(s): Fernando Martorel (Tucumán) | Árbitro(s): Fernando Martorel (Tucumán) |

| 15 de marzo | Misiones | 37 - 3  | Formosa |                                     |                                     |
|             |          | Reporte |         | Árbitro(s): Osvaldo Lucas (Noreste) | Árbitro(s): Osvaldo Lucas (Noreste) |

| 22 de marzo | Entre Ríos | 64 - 22 | Jujuy |                          |                          |
|             |            | Reporte |       | Árbitro(s): Sergio Tizón | Árbitro(s): Sergio Tizón |

| 22 de marzo | La Rioja | 15 - 17 | Misiones |                                |                                |
|             |          | Reporte |          | Árbitro(s): Lucas D'Alessandro | Árbitro(s): Lucas D'Alessandro |

| 29 de marzo | Misiones | 12 - 15 | Entre Ríos |                             |                             |
|             |          | Reporte |            | Árbitro(s): Eduardo Barrios | Árbitro(s): Eduardo Barrios |

| 29 de marzo | Formosa | 42 - 12 | La Rioja |                           |                           |
|             |         | Reporte |          | Árbitro(s): José Fabretto | Árbitro(s): José Fabretto |

### Subzona Sur
A diferencia del resto del campeonato, esta subzona se llevó a cabo en una sede única durante el mes de abril. La Unión de Rugby Austral fue la sede elegida, con todos los encuentros disputándose en Comodoro Rivadavia, Provincia del Chubut. En principio, el seleccionado de la Unión de Rugby del Centro de la Provincia de Buenos Aires también debía participar de esta subzona, pero se retiró a último momento.
| Pos. | Equipos          | Partidos | Partidos | Partidos | Tantos | Tantos | Tantos | Pts. |
| Pos. | Equipos          | G        | E        | P        | PF     | PC     | DP     | Pts. |
| ---- | ---------------- | -------- | -------- | -------- | ------ | ------ | ------ | ---- |
| 1.°  | Oeste            | 2        | 0        | 0        | 55     | 28     | +27    |      |
| 2.°  | Austral          | 1        | 0        | 1        | 71     | 40     | +31    |      |
| 3.°  | Tierra del Fuego | 0        | 0        | 2        | 21     | 79     | -58    |      |
| -    | Centro           | 0        | 0        | 1        | 16     | 24     | -8     |      |

|  | Asciende a Zona Ascenso 2004 |

|  | Centro | 16 - 24 | Oeste |  |  |
|  |        | Reporte |       |  |  |

| 15 de abril | Austral | 48 - 16 | Tierra del Fuego | Comodoro Rivadavia, |  |
|             |         | Reporte |                  |                     |  |

| 17 de abril | Tierra del Fuego | 5 - 31  | Oeste | Comodoro Rivadavia, |  |
|             |                  | Reporte |       |                     |  |

| 19 de abril | Austral | 23 - 24 | Oeste | Comodoro Rivadavia, |  |
|             |         | Reporte |       |                     |  |